# Sense sortida (pel·lícula del 1987)
Sense sortida o Sense eixida (títol original en anglès: No Way Out) és un thriller de 1987 sobre un oficial de la Marina acusat falsament d'assassinat. La pel·lícula és dirigida per Roger Donaldson i protagonitzada per Kevin Costner, Gene Hackman, i Sean Young, i és un remake de The Big Clock de 1947; ambdues basades en la novel·la The Big Clock, del poeta i novel·lista Kenneth Fearing. Ha estat doblada al català central, i al valencià.

## Argument
Gene Hackman (David Brices) és el secretari de la Defensa dels Estats Units, assistit pel seu secretari personal De Scott Pritchard (Will Patton) que és un homosexual encobert i estima al seu cap incondicionalment. Brice està casat i té una amant, Susan Atwell (Sean Young), una bella dona que desitja escalar i mantenir-se a costa de la butxaca de Brice. No obstant això, apareix en escena el Capità de Corbeta de marina Tom Farrell (Kevin Costner) que s'enamora de Susan sense saber en un primer moment que Brice és el seu amant. Quan Brice s'assabenta que Susan té un amant més, embogeix d'amor i l'assassina a la seva pròpia casa.
De Scott Pritchard s'ofereix per tapar la participació del seu cap en l'assassinat; però perquè la coartada funcioni han de descobrir la identitat de l'amant desconegut de Susan i inculpar-lo del crim. Comença llavors una caça de bruixes per part de De Scott Pritchard i Brice per descobrir la identitat desconeguda sense saber que està al seu costat, ja que Farrell (Kevin Costner) treballa d'enllaç entre el pentàgon i el senador, col·locant-se en una posició sense sortida davant el desenvolupament dels fets.

## Repartiment
- Kevin Costner: Comandant Tom Farrell
- Gene Hackman: David Brice, secretari de Defensa dels Estats Units
- Will Patton: Scott Pritchard
- Sean Young: Susan Atwell
- George Dzundza: Sam Hesselman
- Howard Duff: Senador Duvall
- Jason Bernard: Major Donovan
- Fred Dalton Thompson: Director Marshall, director de la CIA
- Iman com Nina Beka
- Brad Pitt: l'oficial Tom

## Crítica
- "Entretinguda, no brillant, intriga política (...) Tot plegat molt semblant  al film de John Farrow "El rellotge assassí", però amb menys emoció"[4]
- "Més que eficient intriga (...) Costner i Gene Hackman aporten tanta sobrietat como magnetisme a una trama tèrbola, de potent desenvolupament"[5]